# Bogdan Jackowiak
Bogdan Jackowiak – polski biolog, dr hab. nauk biologicznych, profesor Instytutu Biologii Środowiska Wydziału Biologii Uniwersytetu im. Adama Mickiewicza w Poznaniu.

## Życiorys
27 kwietnia 1987 obronił pracę doktorską Dynamika synantropizacji flory Poznania jako rezultat antropogenicznych zmian w ekosystemie dużego miasta, 11 grudnia 1998 habilitował się na podstawie pracy zatytułowanej Struktura przestrzenna flory dużego miasta. Studium metodyczno-problemowe. 12 marca 2003 uzyskał tytuł profesora nauk biologicznych.  Został zatrudniony na stanowisku profesora zwyczajnego w Instytucie Biologii Środowiska  na Wydziale Biologii Uniwersytetu im. Adama Mickiewicza.
Jest członkiem Rady Dyscypliny Naukowej –  Nauk Biologicznych Uniwersytetu im. Adama Mickiewicza w Poznaniu i przewodniczącym Komitetu Biologii Organizmalnej PAN.
Był dziekanem na Wydziale Biologii Uniwersytetu im. Adama Mickiewicza, oraz zastępcą przewodniczącego Komitetu Botaniki Polskiej Akademii Nauk.
Pełnił funkcję członka Komitetu Biologii Środowiskowej i Ewolucyjnej oraz przewodniczącego Komitetu Botaniki PAN. Aktualnie jest 
przewodniczącym Komitetu Biologii Organizmalnej Wydziału II Nauk Biologicznych i Rolniczych Polskiej Akademii Nauk.

## Odznaczenia
- Złoty Krzyż Zasługi (2018)[4]